# Roger Salnot
Roger Salnot (ur. 10 grudnia 1958) – francuski trener piłkarski pochodzenia gwadelupskiego.

## Kariera trenerska
Roger Salnot od 2001 jest selekcjonerem reprezentacji Gwadelupy. W 2007 Gwadelupa po raz pierwszy awansowała do turnieju o Złoty Puchar CONCACAF. Na turnieju W USA Gwadelupa dotarła do półfinału po drodze z remisując z Haiti, wygrywając z Kanadą 2-1 oraz przegrywając z Kostaryką 0-1. W ćwierćfinale wygrała z Hondurasem 2-1, a w półfinale uległa Meksykowi 0-1. 
W 2009 po raz drugi prowadził Gwadelupę w Złotym Pucharze CONCACAF. Na turnieju Gwadelupa z wygrała z Panamą 2-1 i Nikaraguą 2-0 oraz przegrała z Meksykiem 0-2. W ćwierćfinale przegrała z Kostaryką 1-5 i odpadła z turnieju.
W 2011 po raz trzeci prowadził Gwadelupę w Złotym Pucharze CONCACAF. Na turnieju Gwadelupa przegrała wszystkie trzy mecze grupowe z Panamą 2-3, Kanadą i USA po 0-1.